# Marta Pascal i Capdevila
Marta Pascal i Capdevila (Vic, Osona, 10 d'abril de 1983) és una política, historiadora i politòloga catalana. Ha estat presidenta de la Joventut Nacionalista de Catalunya (2012-2015), portaveu de Convergència Democràtica de Catalunya (2015-2016) i coordinadora general del Partit Demòcrata Europeu Català (2016-2018). Va ser diputada al Parlament de Catalunya en la X legislatura per les candidatures de Convergència i Unió i de Junts pel Sí. Fou senadora al Senat d'Espanya (2018-2020) per designació autonòmica. Des del 27 de juny de 2020, és Secretària General del Partit Nacionalista de Catalunya.

## Orígens i formació
Llicenciada en Ciències Polítiques i de l'Administració per la Universitat Pompeu Fabra -va ser premi extraordinari fi de carrera- i en Història per la Universitat de Barcelona. Membre del Programa de lideratge transatlàntic organitzat per la German Marshal Fund (2016). Va participar en el programa de lideratge Ordit, impulsat per la Fundació Jaume Bofill. Ha completat un programa de lideratge en gestió pública (IESE-Madrid, 2014-2015) i ha cursat el programa de lideratge Vicens Vives (ESADE, 2015).
És sòcia d'Òmnium Cultural, ha estat patrona de la Fundació Eduard Soler - Escola de Treball del Ripollès i és membre d'alguns clubs esportius de la seva ciutat, com ara el Club Esquí Vic i el Club Tennis Vic. Ha col·laborat habitualment en diversos mitjans de comunicació digitals, com Nació Digital, directe.cat i e-notícies.
Professionalment va treballar en l'àmbit de polítiques educatives a l'Associació Internacional de Ciutats Educadores. Entre 2008 i 2011 va ser cap d'àrea de la Regidoria d'Educació de l'Ajuntament de Vic i, entre 2011 i 2013, va ser assessora en polítiques educatives comparades al Departament d'Ensenyament de la Generalitat.

### Trajectòria política i institucional
L'any 2006 va començar a militar a la Joventut Nacionalista de Catalunya (JNC) i a Convergència Democràtica de Catalunya (CDC). Va ocupar diferents responsabilitats dins la JNC: corresponsable de l'Àrea de Polítiques Socials i Educació (2008-2010), secretària de Territori (2010) i vicepresidenta. Entre 2012 i 2015 en va ser la presidenta.
Va ser membre de les executives local i comarcal de CDC a Vic i a Osona i també de l'executiva de les comarques de la Catalunya Central de CDC. El 2010 va esdevenir consellera nacional de CDC.
A les eleccions al Parlament de Catalunya de 2012 va ocupar el lloc 34 de la llista de Convergència i Unió. Va ser proclamada diputada al Parlament de Catalunya l'any 2013 (X legislatura) arran de la vacant produïda per Josep Lluís Cleries i Gonzàlez quan fou designat senador. L'any 2015, va renovar l'acta i va ser escollida diputada a les eleccions al Parlament de Catalunya de 2015 dins de la candidatura de Junts Pel Sí (XI legislatura).
Va ser portaveu de Convergència Democràtica de Catalunya entre 2015 i 2016. Entre 2015 i 2017 fou vicepresidenta del Partit Liberal Demòcrata Europeu (ALDE). És membre del Congrés de Poders Locals i Regionals del Consell d'Europa (CPLRE).
En el marc de la fundació del Partit Demòcrata Europeu Català va integrar una de les candidatures per integrar la primera direcció executiva Nacional del nou partit. El 23 de juliol de 2016 va ser escollida coordinadora general del Partit Demòcrata.
Va ser citada a declarar pel jutge Pablo Llarena en el cas del procés independentista per la seva participació en les reunions de la cúpula independentista. Va ser deixada en llibertat sense mesures cautelars. Des del maig de 2018 és senadora al Senat d'Espanya. El juliol de 2018 va renunciar al càrrec de coordinadora general del Partit Demòcrata durant la primer assemblea nacional del partit. Va al·legar que no tenia el suport del president Puigdemont.
Va ser elegida nova secretària general del Partit Nacionalista de Catalunya (PNC) el 27 de juny de 2020, amb un 89% de vots favorables i un 11% d'abstencions.
Es presentà amb el PNC a les eleccions al Parlament de Catalunya de 14 de febrer de 2021, però no obtingué representació en obtenir només 4.560 vots (0,16%).
El 21 de març de 2022 realitzà la seva última intervenció pública en anunciar que deixava d'actualitzar el seu compte de Twitter.

## Obres
- Perdre la por. Un manifest a favor de la política.  Catarata, 2019.[12]